# Gemerček
Gemerček este o comună slovacă, aflată în districtul Rimavská Sobota din regiunea Banská Bystrica. Localitatea se află la altitudinea de 246 m deasupra n.m., se întinde pe o suprafață de 11,67 km2 și în 2017 număra 90 de locuitori. Se învecinează cu Rimavská Sobota, Rimavské Janovce, Gortva și Hodejov.

## Istoric
Localitatea Gemerček este atestată documentar din 1427.

## Demografie
| An:                | 1994 | 2004    | 2014    | 2024    |
| ------------------ | ---- | ------- | ------- | ------- |
| Număr de persoane: | 134  | 115     | 101     | 88      |
| Diferență:         |      | −14,17% | −12,17% | −12,87% |

| An:                | 2023 | 2024   |
| ------------------ | ---- | ------ |
| Număr de persoane: | 92   | 88     |
| Diferență:         |      | −4,34% |